# Ismaël Aït Djafer
Ismaël Aït Djafer, né le 1er mars 1929 à Alger (Algérie) et mort le 1er mai 1995 à Paris 14e, est un poète algérien de langue française qui dénonce dès 1951 la misère de son peuple dans un long poème dramatique régulièrement réédité et traduit dans plusieurs langues.

## Biographie

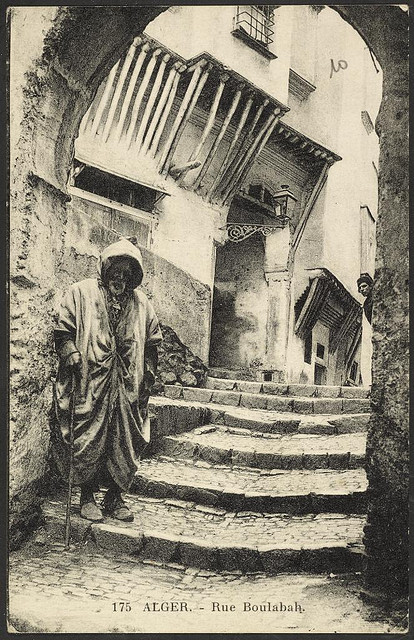
La Casbah, rue Boulabah, 1932

Ismaël Aït Djafer naît et grandit dans la casbah d'Alger. Selon son frère Mohammed, il commence à écrire vers l’âge de douze ans, alors qu'il est au lycée, passionné par les poèmes de Lamartine et de Victor Hugo. Il couvre simultanément ses cahiers de croquis et de caricatures. Après un voyage à Paris en 1947, il revient à Alger, passe son bac et entame des études de droit. 
« Aït Djafer et moi, nous sommes nés la même année, en 1929, année de crise mondiale, et nous nous sommes rencontrés à vingt ans, au temps des grandes espérances. Nous avons eu les mêmes amis, dont M'hamed Issiakhem. Aït Djafer dessinait, et j'aimais les caricatures qu'il me montrait de temps à autre, au petit bureau de tabac où il aidait son père, rue Patrice Lumumba, tout près du marché de la Lyre, à la Casbah », écrit Kateb Yacine .
En octobre 1951 Ismaël Aït Djafer écrit La Complainte des mendiants arabes de la Casbah et de la petite Yasmina tuée par son père, publiée la même année, qui demeure son œuvre essentielle. Elle est reprise dans Les Temps modernes de Jean-Paul Sartre en 1954.
Après avoir séjourné entre Alger et Paris, il vit après 1958 en Allemagne et en Suède. jusqu'à l'indépendance de l'Algérie. En 1962 il est nommé à Alger dans des emplois administratifs, directeur du personnel de la société Sonelgaz, directeur des aéroports d'Algérie. À la suite du coup d'État de 1965 en Algérie de Houari Boumédiène, Ismaël Aït Djafer s'exile définitivement après huit mois à la prison Prison de Serkadji (Barberousse), et travaille à Paris comme courtier d'assurances de 1965 à 1994. Il y meurt le 1er mai 1995. 
En 1995 et 1998 sont publiés d'autres poèmes d'Ismaël Aït Djafer, retrouvés par son frère, Cri, contre la torture, et Poèmes écrits en prison non méritée.

## L'œuvre
La Complainte des mendiants arabes de la Casbah et de la petite Yasmina tuée par son père, dédiée à « ceux qui n’ont jamais eu faim », qu'écrit Ismaël Aït Djafer à vingt-deux ans, trouve son origine dans un dramatique fait divers survenu le 20 octobre 1949, avenue Franklin Roosevelt à Alger. Ahmed Khouni, un mendiant tuberculeux de la Casbah, qui ne peut supporter plus longtemps la faim et la misère pour lui et pour sa petite fille de 9 ans, Yasmina, la pousse par deux fois sous les roues d’un camion. La petite fille meurt peu après à l'hôpital après l'avoir accusé, ce que confirme cinq témoins. Traduit deux ans plus tard devant les assises, Ahmed Khoumi est déclaré fou et interné dans un asile. 
Le poème d'Ismaël Aït Djafer est écrit dans les jours mêmes qui suivent le procès. Il en cite en entier le compte rendu paru dans Le Journal d'Alger. La Complainte est publiée en janvier 1951 grâce à des souscriptions recueillis par l'auteur lui-même et diffusé par la jeunesse de Union démocratique du manifeste algérien (Ferhat Abbas).
Pour Jacqueline Lévi-Valensi et Jamel Eddine Bencheikh, en 1967, « ce n'est pas l'idée de la révolution nationale qui anime Aït Djafer, mais une révolte totale, désordonnée, riche de toute une sensibilité juvénile et désespérée à la fois : révolte devant la misère, devant l'injustice du confort matériel et moral réservé à quelques uns, devant l'hypocrisie d'une société qui se permet de juger un homme que son « ordre » même a poussé au crime » .
Son poème est « un long cri de douleur, d’une telle violence qu’on y retrouve après coup l’imminence de l’orage, l’annonce de novembre », écrit Kateb Yacine en 1987 : il « est aussi une page de notre histoire. Il nous replonge dans l'atmosphère où mûrissaient depuis longtemps, comme les fruits de la colère, les premiers coups de feu ».
« Le drame de quelques individus n’est que le révélateur de phénomènes profonds de la société. C’est ce que ressent Ismaël Aït Djafer lorsqu’il prend connaissance de la mort de la petite Yasmina » écrit la même année Kader F. dans El Moudjahid : sa complainte « est un appel à la reconnaissance publique de l’injustice fragrante engendrée par le colonialisme ».
Ismaël Aït Djafer a écrit une adaptation théâtrale de sa Complainte sous le titre Les Mendiants de la Casbah. L'œuvre a été plusieurs fois jouée.

### Ouvrages
- Complainte des mendiants arabes de la Casbah et de la petite Yasmina tuée par son père, illustrations de l'auteur, Alger, Jeunesse de l'Union démocratique du manifeste algérien, janvier 1951, 47 p.
- Complainte des mendiants arabes de la Casbah et de la petite Yasmina tuée par son père, Paris, Les Temps modernes, n° 98, janvier 1954, p. 1227-1252.
- Complainte des mendiants arabes de la Casbah et de la petite Yasmina tuée par son père, notice de Francis Jeanson, portrait de l'auteur par Henri Kréa, Paris, Pierre-Jean Oswald, 1960, 43 p.
- Complainte des mendiants arabes de la Casbah et de la petite Yasmina tuée par son père, préface de Kateb Yacine, Paris, Bouchène, 1987, 55 p.. Rééditions en 2002 et 2018.
- Complainte des mendiants arabes de la Casbah et de la petite Yasmina tuée par son père et Cri, dans Passerelles, Revue d'études interculturelles, n° 10, Thionville, 1995.
- Poèmes écrits en prison non méritée, présentation de M'hamed Aït Djafer, illustrations de Daniel Roth, Cherves ,édition Rafael de Surtis, 1998, 42 p.
- Complainte des mendiants arabes de la Casbah et de la petite Yasmina tuée par son père suivi de Cri, introduction de Nadia Idjouadienne, préface de Kateb Yacine, éditions Novetlé-Massalia , [Saint-Denis], 1999, 97 p.
- Complainte des mendiants arabes de la Casbah et de la petite Yasmina tuée par son père, suivie de Cri et Poèmes écrits en prison non méritée, préface de Kateb Yacine, postface de Hamid Nacer-Khodja, Alger, éditions ANEP, 2002, 127 p.

Traductions
- Wail of the Arab Beggars of the Casbah, traduction de Jack Hirschman, Papa Beach, Bookstore, West Los Angeles, 1973. Réédition : édition bilingue, Willimantic, Connecticut, Curbstone Books, 2004 (en anglais)
- Tizlit tuhzint n yimattaren n lqesba d Yasmina tamactuht yenpa baba-s, préface de Kateb Yacine, traduction de Malek Houd, dessin de Issiakhem, éditeur Ira, Béjaïa, 2009 (en tamazight)
- Complanta des captaires àrabs de la casbah i de la petita Jasmina morta pel seu pare, traduction de Matías Tugores Garau, édition bilingue, Lleonard Muntaner Editor, 2009, 78 p. (en catalan)
- Compianto dei mendicanti arabi della casba e della piccola Yasmina uccisa dal padre, édition bilingue, traduttori: Gianluca Paciucci e Dominique Gianviti, Multimedia Edizioni, 2012, 88 p. (en italien)

### Anthologies
- Jean Sénac, Le Soleil sous les armes, Éléments d'une poésie de la Résistance algérienne, Rodez, Subervie, 1957. Repris dans Jean Sénac, Le Soleil sous les armes, suivi de Jean Sénac vivant, préface de Nathalie Quintane, postface de Lamis Saïdi, Terrasses éditions, Marseille, 2020.
- Albert Memmi, Anthologie des écrivains maghrébins d’expression française, Paris, Présence africaine, 1965, 299 p.
- Jacqueline Lévi-Valensi et Jamel Eddine Bencheikh, Diwan algérien, La poésie algérienne d'expression française de 1945 à 1965, Centre Pédagogique Maghribin, 1967, p. 27-34.
- Ali El Hadj Tahar, Encyclopédie de la poésie algérienne de langue française, 1930 - 2008, en deux tomes, Alger, éditions Dalimen, 2009.  (ISBN 978-9961-759-79-0)

### Dans journaux et revues
- « Les mendiants », dans As-Salam, n° 5, Alger, 5 novembre 1946.
- « Délire », dans As-Salam, n° 7, Alger, décembre 1946.
- « L'obole, dans As-Salam, n° 8, Alger, 15 janvier 1947.
- « Les astres », dans As-Salam, n°1, Alger, 1er mars 1947. Repris dans As-Salam Ifrikiya, n° 1, Alger, mars 1948.
- Poème, dans Le journal des poètes, n° 3, Bruxelles, mars 1961.

### Sur Ismaël Aït Djafer

#### Articles
- Kader F., « L’homme d’une seule complainte », dans El Moudjahid, Alger, 2 mai 1987.
- H.A., « Ismaël Aït Djafer, caricaturiste et chroniqueur », dans Le Matin, Alger, 26 septembre 1996.
- Belkacem Rouache, « Complainte des mendiants arabes de La Casba, d'Ismaël Aït Djafer », dans Le Temps d'Algérie, Alger, 30 juillet 2010.

#### Ouvrages généraux
- Jean Déjeux,  La littérature algérienne contemporaine, Paris, Presses universitaires de France, « Que sais-je ? » no 1604, 1975, p. 71.
- Jean Déjeux, Bibliographie méthodique et critique de la littérature algérienne de langue française, 1945-1977, Alger, SNED, 1979.
- Jean Déjeux, Situation de la littérature maghrébine de langue française, Approche historique, Approche critique, Bibliographie méthodique des œuvres maghrébines de fiction, 1920-1978, Alger, Office des Publications Universitaires (OPU), 1982.
- Jean Déjeux, Dictionnaire des auteurs maghrébins de langue française, Karthala, Paris, 1984, p. 117 , p. 25.
- Abdallali Merdaci, Auteurs algériens de langue française de la période coloniale, Dictionnaire biographique, Constantine, Médersa éditeur, 2007 ; Paris, L’Harmattan, 2010, p 230 ; Alger, APIC, 2012.